# Проциков (Ростовская область)
Проциков — хутор в Весёловском районе Ростовской области.
Входит в состав Весёловского сельского поселения.

## Население
| 1989 | 2002 | 2010 |
| ---- | ---- | ---- |
| 172  | ↘170 | ↗191 |

## Улицы
- пер. Дальний,
- пер. Прудовый,
- ул. Верхняя,
- ул. Нижняя.

## Инфраструктура
На хуторе имеется риелторская фирма ООО «ГАРАНТИЯ», которая занимается обменом, арендой и продажей жилой недвижимости.

## Известные уроженцы
- Коломейцев, Николай Васильевич (род. 1956) — российский политический деятель, депутат Государственной Думы.
- Левченко, Иван Алексеевич (1921—1943) — советский военнослужащий, лейтенант, Герой Советского Союза.